# Јован Бикларски
Јован Бикларски (шп. Juan de Biclaro; Скалабис, око 540 — око 621) био је визиготски хроничар и епископ Ђироне.
Јован је рођен средином шестог века у Лузитанији. Исидор Севиљски је у свом делу за њега тврдио да је био Визигот, али се то не огледа нигде у Јовановом делу. У Константинопољ је отишао око 559. годинe и тамо 17 година учио грчки и латински језик. Јован је био изузетно образован — једини Визигот у шестом веку за ког се зна да је објављивао књиге.
Када се вратио у домовину 576. године, визиготски краљ Леовигилд покушао је да га натера да прихвати аријанство. Пошто се строго противио томе, протеран је у Барселону 577, где је био предмет аријанских прогона 10 година. Након краљеве смрти, нови краљ Рекаред I је око 589. године одбацио аријанство и прогласио правоверно хришћанство за државну религију. Јован је основао бенедиктински манастир у Биклару, за који се данас не зна где је тачно био смештен. Тамо је провео извесно време као опат, све док није изабран за епископа Ђироне око 590. године. Сматра се да је преминуо након 621, оставивши иза себе важну Хронику.

## Хроника
Хроника Јована Бикларског захвата период 567—590. године. Написана је на латинском језику, као наставак хронике афричког епископа Виктора из Тунуне. Најзначајнији је извор о владавини краља Леовигилда, али и владавини византијских царева Јустина II и Тиберија II Константинa, као и о визиготском напуштању аријанизма. Јован је у својој Хроници два пута поменуо словенска племена:
1. „Sclavini in Thracia multas urbes Romanorum pervadunt, quas depopulatas vacuas reliquere.” — Словени продиру у многе римске градове у Тракији које, разоривши их, остављају пустим.
2. „Sclavinorum gens Illyricum et Thracias vastat.” — Род Словена пустоши Илирик и Тракију.